# Zeruel
Zeruel (także Cerwiel, Zervihel) – w apokryficznej Księdze starożytności biblijnych Pseudo-Filona anioł siły. Według Pseudo-Filona Zeruel pomógł Kenazowi w walce z Amorytami i prawdopodobnie także Dawidowi po walce z Goliatem.